# Radoslav Ostrovski
Radaslaw Astrowski
Pour les articles homonymes, voir Ostrovski (homonymie).

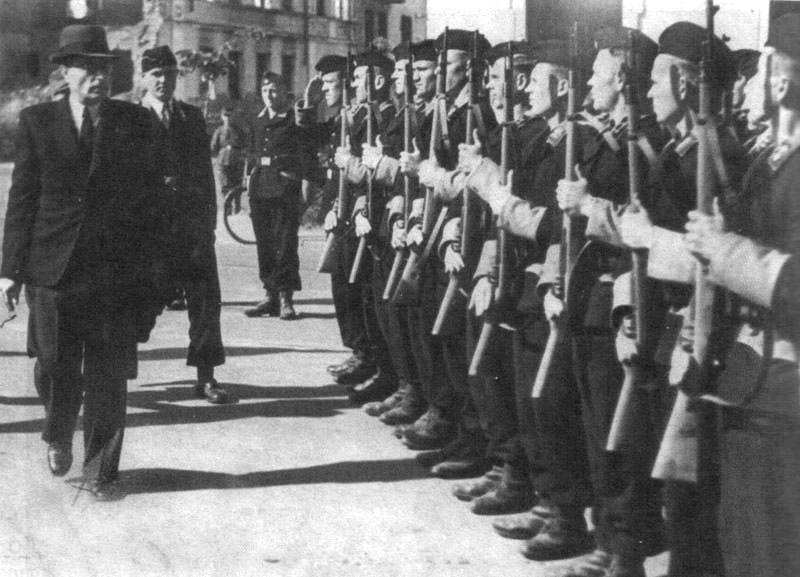
Radoslav Ostrovsky a inspecté les Schutzmannschaften à Minsk

Radoslav Kazimirovitch Ostrovski (en russe : Радослав Казимирович Островский ; en biélorusse : Радаслаў Казіміравіч Астроўскі, Radaslaw Kazimiravitch Astrowski), né le 25 octobre 1887 à Zapollié (be) en Biélorussie (alors sous domination de l'Empire russe) et mort le 17 octobre 1976 à Benton Harbor aux États-Unis, est un homme politique connu pour avoir présidé durant la Seconde Guerre mondiale la Rada centrale biélorusse (BCR-БЦР), un gouvernement sous le contrôle des nazis.

## Biographie
Ostrovski travaille comme professeur à Częstochowa et Minsk. Durant la République populaire biélorusse, il occupe la fonction de ministre de l'Éducation. Après la dissolution de la République, Ostrovski rejoint l'Armée blanche afin de lutter contre les bolchéviques. Son appartenance à l'Union des paysans et des travailleurs biélorusses (en) lui vaut d'être arrêté par les Polonais. 
En 1941, Ostrovski se rend à Minsk pour coopérer avec le Troisième Reich et travailler dans l'administration civile. Il devient maire de Smolensk, puis est choisi par la Schutzstaffel pour présider un nouveau gouvernement biélorusse pro-nazi, dans le cadre duquel il demande à Curt von Gottberg l'établissement un nouvel État avec une armée et un parlement. Ce sera la Rada centrale biélorusse, créée le 1er mars 1943, peu avant une organisation de défense du territoire biélorusse. Sous la coupe du Reich, la Rada n'aura toutefois que peu d'influence. À la fin de la guerre, Ostrovski fuit la progression de l'Armée rouge et se réfugie à Langenfeld, en Allemagne. En 1956, il émigre aux États-Unis et vit à South River. Il meurt à Benton Harbor en 1976.